# Макарихская волость
Макарихская волость — административно-территориальная единица Александрийского уезда Херсонской губернии.
По состоянию на 1886 год состояло из 6 поселений, 6 сельских общин. Население 1708 человек (849 мужского пола и 859 женского), 271 дворовое хозяйство.
| Собственность  | Площадь (в т. ч. пахотной) |
| -------------- | -------------------------- |
| Сельских общин | 1063 (975)                 |
| Частная        | 4578 (2280)                |
| Казённая       | —                          |
| Другая         | 121 (120)                  |
| Всего          | 5762 (3375)                |

Наибольшие поселения волости:
- Макариха — село при реке Макариха в 26 верстах от уездного города, 371 человек, 60 дворов, православная церковь, школа.
- Барановка — село при реке Макариха, 397 человек, 54 двора, лавка.
- Смагина — село при реке Макариха, 291 человек, 48 дворов, винокуренный завод.